# Wunjo
Wunjo je osmá runa germánského futharku prostého. Vyslovuje se jako anglické W. Její název je překládán jako „dokonalost“. Označuje štěstí, pohodlí a slávu. Zmiňována je i tvořivost a otevřenost novým myšlenkám. Je také runou přátelství, sdílených cílů a všeobecného blahobytu. Některé zdroje uvádějí, že runa reprezentuje šťastné období, které byste si měli užívat, jak jen to půjde. Všeobecně se jedná o šťastnou runu, ať už v obchodě nebo v soukromí. Padne-li Wunjo při věštění, signalizuje radost a rozkoš. Varuje však také před rizikem z neznalosti míry. Je-li tazatel schopen sebekontroly, runa pro něj znamená celkový úspěch a uznání ze strany bližních. Runa má vztah k Ullovi.
| Germánský futhark prostý | Germánský futhark prostý | Germánský futhark prostý | Germánský futhark prostý | Germánský futhark prostý | Germánský futhark prostý | Germánský futhark prostý | Germánský futhark prostý | Germánský futhark prostý | Germánský futhark prostý | Germánský futhark prostý | Germánský futhark prostý | Germánský futhark prostý | Germánský futhark prostý | Germánský futhark prostý | Germánský futhark prostý | Germánský futhark prostý | Germánský futhark prostý |
| ------------------------ | ------------------------ | ------------------------ | ------------------------ | ------------------------ | ------------------------ | ------------------------ | ------------------------ | ------------------------ | ------------------------ | ------------------------ | ------------------------ | ------------------------ | ------------------------ | ------------------------ | ------------------------ | ------------------------ | ------------------------ |
| Freyův aett              | Fehu                     | Fehu                     | Uruz                     | Uruz                     | Thurisaz                 | Thurisaz                 | Ansuz                    | Ansuz                    | Raido                    | Raido                    | Kaunaz                   | Kaunaz                   | Gebo                     | Gebo                     | Wunjo                    | Wunjo                    |                          |
| Hagalaz aett             | Hagalaz                  | Hagalaz                  | Nauthiz                  | Nauthiz                  | Isa                      | Isa                      | Jera                     | Jera                     | Eihwaz                   | Eihwaz                   | Pertho                   | Pertho                   | Algiz                    | Algiz                    | Sowulo                   | Sowulo                   |                          |
| Týrův aett               | Teiwaz                   | Teiwaz                   | Berkana                  | Berkana                  | Ehwaz                    | Ehwaz                    | Mannaz                   | Mannaz                   | Laguz                    | Laguz                    | Inguz                    | Inguz                    | Othila                   | Othila                   | Dagaz                    | Dagaz                    |                          |